# Fiorino austro-ungarico
Il Fiorino o Gulden fu una moneta emessa tra il 1754 ed il 1892, per la Monarchia asburgica (1754-1804), poi Impero austriaco (1804-1867), infine Impero austro-ungarico (1867-1892).
Il nome Gulden fu usato nelle banconote austriache in tedesco, mentre nelle monete fu usato il termine Florin. il nome Forint fu usato nelle monete e banconote in ungherese.

## Storia
Con l'introduzione del Konventionstaler nel 1754, il Fiorino fu definito come mezzo Konventionstaler e perciò equivalente ad 1/20 del Marco di Colonia d'argento, cioè ~11,7 g di fino, e suddiviso in 60 Kreuzer. Il fiorino divenne l'unità standard dell'Impero asburgico e rimase in uso fino al 1892.
Nel 1857, in Germania e nell'Impero Austro-Ungarico fu introdotto il Vereinsthaler con un contenuto di 16⅔ grammi d'argento. Questo peso era di poco inferiore ad 1,5 volte il contenuto in argento del Fiorino. Di conseguenza l'Austria-Ungheria adottò un nuovo standard per il Fiorino che ora conteneva 2/3 dell'argento del Vereinsthaler. Ciò provocò una svalutazione della moneta del 4,97%.
L'Austria-Ungheria nello stesso tempo decimalizzò la propria valuta creando un nuovo sistema con 100 Kreuzer = 1 Fiorino ed 1½ Fiorino = 1 Vereinsthaler.
Quando nel 1866 la Prussia sconfisse l'Austria, questa uscì della Zollverein e nel 1867 si indirizzò verso l'Unione Monetaria Latina. Furono perciò emesse monete d'oro da 8 e 4 fiorini che erano equivalenti alle monete da 20 e 10 lire/franchi.
Tuttavia l'Austria non completò l'ingresso nell'Unione che era stato previsto per il 1870.
Il fiorino austro-ungarico fu sostituito dalla Corona austro-ungarica nel 1892 al tasso di 2 Corone = 1 Fiorino.
Nel Lombardo Veneto i fiorini furono coniati a Milano tra il 1858 e il 1859 da Francesco Giuseppe. A Venezia furono coniati fiorini da Francesco I tra il 1822 ed il 1827, e da Francesco Giuseppe dal 1857 fino al 1865. Il peso era di 12,35 g al 900/1000, pari a 11,115 di fino. Il diametro era di 30 mm.